# Dorotka (Piskorzów)
Dorotka – część wsi Piskorzów w Polsce, położona w województwie dolnośląskim, w powiecie dzierżoniowskim. Wchodzi w skład sołectwa Piskorzów.
W latach 1975–1998 Dorotka należała administracyjnie do województwa wałbrzyskiego.